# Campionato del mondo rally 1998
Il Campionato del Mondo rally 1998 è la 26ª edizione del campionato del mondo rally organizzato dalla Federazione Internazionale dell'Automobile.

## Premesse
Nella nuova stagione sono quattro le principali aspiranti al titolo:
la Mitsubishi, che affida la nuova evoluzione della Lancer a Tommi Mäkinen (vincitore dei due mondiali precedenti sempre con la casa nipponica) e a Richard Burns, giovane inglese pronto a completare la sua maturazione; la Subaru che mette la sua Impreza nelle mani di Colin McRae e di Piero Liatti; la Toyota che affida l'evoluzione della Corolla, nata un anno prima, a Carlos Sainz e a Didier Auriol e infine la Ford che farà guidare le sue Escort a Juha Kankkunen, e a Bruno Thiry
Per quanto riguarda i navigatori, Makinen si affiderà per la prima volta a Risto Mannisenmäki, Burns a Robert Reid, McRae al veterano Nicky Grist, Liatti alternerà Mario Ferfoglia e Fabrizia Pons, Carlos Sainz rimarrà con il fedele Luis Moya, Didier Auriol si farà leggere le note da Denis Giraudet, Kankkunen da Juha Repo e infine Thiry dal solito Stéphane Prévot.

## Team e piloti
| Team                        | Costruttore | Vettura                            | Pneumatici | N° | Piloti            | Gare            |
| --------------------------- | ----------- | ---------------------------------- | ---------- | -- | ----------------- | --------------- |
| Team Mitsubishi Ralliart    | Mitsubishi  | Lancer Evo IV Carisma Lancer Evo V | M          | 1  | Tommi Mäkinen     | All             |
| Team Mitsubishi Ralliart    | Mitsubishi  | Lancer Evo IV Carisma Lancer Evo V | M          | 2  | Richard Burns     | All             |
| Team Mitsubishi Ralliart    | Mitsubishi  | Lancer Evo IV Carisma Lancer Evo V | M          | 16 | Uwe Nittel        | 1–2, 4–5, 8, 10 |
| 555 Subaru World Rally Team | Subaru      | Impreza WRC 98                     | P          | 3  | Colin McRae       | All             |
| 555 Subaru World Rally Team | Subaru      | Impreza WRC 98                     | P          | 4  | Piero Liatti      | 1, 3–9, 11–12   |
| 555 Subaru World Rally Team | Subaru      | Impreza WRC 98                     | P          | 4  | Kenneth Eriksson  | 2               |
| 555 Subaru World Rally Team | Subaru      | Impreza WRC 98                     | P          | 4  | Jarmo Kytölehto   | 10              |
| 555 Subaru World Rally Team | Subaru      | Impreza WRC 98                     | P          | 4  | Alister McRae     | 13              |
| 555 Subaru World Rally Team | Subaru      | Impreza WRC 98                     | P          | 10 | Piero Liatti      | 2               |
| 555 Subaru World Rally Team | Subaru      | Impreza WRC 98                     | P          | 12 | Ari Vatanen       | 13              |
| 555 Subaru World Rally Team | Subaru      | Impreza WRC 98                     | P          | 15 | Juha Kangas       | 9               |
| Toyota Castrol Team         | Toyota      | Corolla WRC                        | M          | 5  | Carlos Sainz      | All             |
| Toyota Castrol Team         | Toyota      | Corolla WRC                        | M          | 6  | Didier Auriol     | 1, 3–4, 6–13    |
| Toyota Castrol Team         | Toyota      | Corolla WRC                        | M          | 6  | Thomas Rådström   | 2               |
| Toyota Castrol Team         | Toyota      | Corolla WRC                        | M          | 6  | Freddy Loix       | 5               |
| Toyota Castrol Team         | Toyota      | Corolla WRC                        | M          | 9  | Didier Auriol     | 2, 5            |
| Toyota Castrol Team         | Toyota      | Corolla WRC                        | M          | 11 | Freddy Loix       | 4, 8, 12        |
| Toyota Castrol Team         | Toyota      | Corolla WRC                        | M          | 11 | Marcus Grönholm   | 10, 13          |
| Toyota Castrol Team         | Toyota      | Corolla WRC                        | M          | 12 | Neal Bates        | 12              |
| Toyota Castrol Team         | Toyota      | Corolla WRC                        | M          | 15 | Thomas Rådström   | 4–5, 8, 10      |
| Ford Motor Co               | Ford        | Escort WRC                         | M          | 7  | Juha Kankkunen    | All             |
| Ford Motor Co               | Ford        | Escort WRC                         | M          | 8  | Bruno Thiry       | 1–2, 5–13       |
| Ford Motor Co               | Ford        | Escort WRC                         | M          | 8  | Ari Vatanen       | 3–4             |
| Ford Motor Co               | Ford        | Escort WRC                         | M          | 11 | Ari Vatanen       | 10              |
| SEAT Sport                  | SEAT        | Córdoba WRC                        | P          | 9  | Harri Rovanperä   | 10–13           |
| SEAT Sport                  | SEAT        | Córdoba WRC                        | P          | 10 | Oriol Gómez       | 10              |
| SEAT Sport                  | SEAT        | Córdoba WRC                        | P          | 10 | Marc Duez         | 11–12           |
| SEAT Sport                  | SEAT        | Córdoba WRC                        | P          | 10 | Gwyndaf Evans     | 13              |
| Peugeot Sport               | Peugeot     | 306 Maxi                           | M          | 11 | François Delecour | 1, 5–6, 11      |
| Peugeot Sport               | Peugeot     | 306 Maxi                           | M          | 14 | Gilles Panizzi    | 1, 5–6, 11      |
| Citroën Sport               | Citroën     | Xsara F2                           | M          | 12 | Philippe Bugalski | 5–6, 11         |
| Citroën Sport               | Citroën     | Xsara F2                           | M          | 16 | Jesús Puras       | 5, 11           |
| Citroën Sport               | Citroën     | Xsara F2                           | M          | 16 | Fabien Doenlen    | 6               |
| Citroën Sport               | Citroën     | Xsara F2                           | M          | 19 | Patrick Magaud    | 6, 11           |

## La stagione

### Rally di Montecarlo (18-21/01/1998)
Al via del primo rally della stagione, il rally di Montecarlo, Auriol si porta subito al comando della corsa. Il pilota francese però sbaglia la scelta della gomme alla seconda speciale, sprofondando in classifica e lasciando il comando a Piero Liatti, vincitore dell'edizione precedente. Sia Makinen che Sainz sopravanzano il pilota italiano già prima del termine della giornata inaugurale, con il pilota spagnolo che però sembra non riuscire a tenere il passo della Mitsubishi. Il finlandese infatti ha un minuto di vantaggio su Sainz quando entra troppo veloce in una curva a destra ghiacciata ed esce di strada. A vincere alla fine sarà così Carlos Sainz, che inaugura nel migliore dei modi il suo ritorno alla Toyota, team con il quale aveva vinto, nel 1990 e nel 1992, i suoi due titoli mondiali.
Dietro di lui concluderà Juha Kankkunen (che nella seconda e terza tappa darà il tutto per tutto per recuperare sul pilota madrileno) seguito dalle due Subaru di McRae e Liatti, con il pilota italiano che si farà sfuggire il podio per soli dodici secondi. Richard Burns e Bruno Thiry completeranno la zona punti.

### Rally di Svezia (05-08/02/1998)
Al via del successivo innevato rally di Svezia, la Subaru consegna a Kenneth Eriksson l'Impreza numero 4 di Piero Liatti mentre la Toyota affida allo specialista di terreni nevosi Rådström la Corolla numero 6. Auriol e Liatti correranno comunque il rally svedese, ma con vetture che non potranno marcare punti per il campionato costruttori. Proprio il pilota svedese della Toyota, da sempre un pilota al top in questa gara, si porta subito al comando seguito da Makinen e Sainz. Ford e Subaru non sembrano in grado di tenere il ritmo delle antagoniste, difatti al termine della prima tappa concluderanno anche dietro alla sorpresa Marcus Grönholm, quarto con una Toyota Celica ST205 preparata dalla Grifone. Rallentati fin dall'inizio Richard Burns e Didier Auriol: il primo a causa di un'uscita di strada che gli fa perdere nove minuti, il secondo causa problemi elettrici. Nella seconda tappa Rådström esce di strada danneggiando irreparabilmente la vettura, si ritira inoltre anche Colin McRae per problemi elettrici. Al comando si porta così Tommi Makinen che ci rimarrà sino alla fine vincendo in scioltezza davanti a Sainz e Kankkunen, che disputano un bel duello nell'ultima parte di gara. Eriksson concluderà quarto, ma abbastanza staccato, davanti alla Celica di Grönholm e alla Corolla di Auriol.

### Safari Rally (27/02-02/03/1998)
Il terzo rally in calendario è il Safari Rally: prova del campionato particolarmente dura e selettiva, con una lunghezza totale di circa 2000 km. La Ford affida temporaneamente la seconda vettura ad Ari Vatanen, a discapito di Bruno Thiry, infortunatosi durante le ricognizioni. Le Mitsubishi cominciano il rally benissimo portandosi subito in prima posizione con Makinen, ed in seconda con Burns; gli avversari, attardati per lo più da problemi di varia natura, al termine della prima tappa sono già molto staccati. L'unico che sembra in grado di insidiare le Lancer è McRae, terzo con quasi due minuti di distacco. Makinen nella seconda tappa incrementa il vantaggio a sei minuti su Burns e a dodici su McRae; ma proprio quando la vittoria sembra ipotecata, si rompe la cinghia di distribuzione della Lancer e il finlandese deve dare forfait. A vincere sarà così il giovane britannico Richard Burns, alla sua prima affermazione iridata. Seconda e terza arriveranno le Ford Escort di Kankkunen e Vatanen, mai realmente in gara, come pure Auriol, quarto al traguardo e staccatissimo per una serie di inconvenienti tecnici ed un ribaltamento. Con le Subaru ritirate entrambe per problemi al propulsore e Sainz fuori per la rottura di una sospensione, si classificheranno quinta e sesta la Seat Ibiza di Harri Rovanperä e la Volkswagen Golf di Raimund Baumschlager, a oltre due ore dal vincitore.

### Rally del Portogallo (22-25/03/1998)
La prova successiva è il rally del Portogallo, dove Colin McRae si porta subito al comando davanti a Kankkunen e Sainz. Ancora sfortunato Auriol, che incappa quasi subito in problemi al cambio, dopo essere stato anche in prima posizione. La seconda giornata si apre con il ritiro di Makinen che, nel tentativo di recuperare dopo il quarto tempo nella prima tappa, esce di strada. La vera sorpresa di giornata sarà però Freddy Loix, abile a sfruttare i problemi tecnici di varia natura sofferti da Sainz, Kankkunen e Burns, per portarsi in seconda posizione dietro al pilota scozzese, nemmeno lui esente da qualche inconveniente sulla sua Subaru. In ogni caso Sainz non demorde e comincia subito a recuperare scavalcando il pilota belga ed insediando McRae, portandosi a poco meno di sette secondi di distacco al via dell'ultima speciale, che si preannuncia così infuocata. Il pilota madrileno però non riuscirà a completare la rimonta, recuperando soli cinque secondi. Colin McRae vince così con uno degli scarti più bassi nella storia del Mondiale Rally. A completare il podio sarà Loix, seguito da Burns, Vatanen e Liatti.

### Rally di Spagna (19-22/04/1998)
Dopo il Portogallo, si rimane nella penisola Iberica, per correre il quinto rally in programma, quello di Catalunya, dove ci sono alcune novità. La Mitsubishi infatti manda al debutto la Lancer Evo V, Thiry rientra come secondo pilota Ford e la Toyota, soddisfatta delle prestazioni di Loix e consapevole che il rally spagnolo è quello dove Freddy rende meglio (negli anni precedenti si era sempre messo in mostra), decide di affidare a lui la Corolla ufficiale di Auriol, che ha pochi punti in classifica.
Il pilota francese potrà comunque correre negli asfalti spagnoli, ma con una Corolla non ufficiale (cioè che non fa punteggio nella classifica costruttori). È proprio Auriol il pilota al comando dopo la prima tappa, con Thiry terzo e con la Citroën Xsara Kit Car di Jesús Puras e la Peugeot 306 Maxi di Gilles Panizzi al secondo e al quarto posto. L'alta posizione in classifica delle Kit Cars non fa altro che scatenare nuovamente le polemiche a riguardo di queste tipologie di vetture, per regolamento a trazione anteriore ma con un peso inferiore ad una Wrc, cosa che rende le loro prestazioni fin troppo elevate nei rally su asfalto. Nel proseguimento del rally, le Subaru e le Ford si ritirano una dopo l'altra, così come Puras, fermato da un'avaria al motore. Al termine della seconda giornata perciò, la Toyota si trova con i propri piloti ai primi tre posti, seguiti dal duo Mitsubishi e dall'altra Xsara affidata a Philippe Bugalski. Le posizioni rimarranno tali anche alla fine del rally, con la differenza che Sainz sbatte e conclude in settima posizione, regalando un posto in zona punti a Panizzi. Auriol, non soggetto a ordini di scuderia da parte della Toyota per favorire la Corolla ufficiale di Loix, torna così ad affermarsi in un rally mondiale, dopo l'ultimo successo al Tour de Corse 1995.

### Rally di Francia (03-06/05/1998)
Dopo cinque gare con cinque diversi vincitori, le squadre si trasferiscono in Francia, per il rally di Corsica. La prima tappa si corre sotto la pioggia battente e Colin McRae, leggermente favorito dalle nuove gomme messe a disposizione dalla Pirelli, si porta al comando della prova. Il rally finisce subito invece per Tommi Makinen, ritirato per problemi elettrici mentre era secondo. Nella seconda giornata finisce di piovere, ma McRae non smette di segnare tempi record incrementando il vantaggio, lasciando gli altri a lottare per i rimanenti gradini del podio. Questa tappa verrà ricordata anche per il tentativo di Sainz e del navigatore Moya di riparare un guasto al motore utilizzando dei guanti prima e un ramo di un albero dopo, i due riusciranno a raggiungere l'assistenza e continuare la gara; cosa che non avverrà per Burns che si ritira dopo aver danneggiato una sospensione. La terza giornata vedrà quindi la conferma della vittoria di McRae e l'incredibile secondo e quarto posto per le Peugeot 306 Maxi di Delecour e Panizzi; a completare il podio l'altra Subaru di Liatti, con Thiry quinto ed Auriol sesto. Sainz sarà attardato da altri problemi e terminerà ottavo davanti a Kankkunen, da sempre in difficoltà nelle gare asfaltate.

### Rally d'Argentina (20-23/05/1998)
Dopo queste tre tappe europee, la carovana del Mondiale si trasferisce in Argentina per l’omonimo rally, che comincerà con un'incredibile super speciale con tre vetture a correre assieme in percorsi paralleli.
Nella prima giornata Makinen, Auriol e McRae si alternano ripetutamente in testa alla gara, mentre Thiry è costretto a ritirarsi per un problema al motore. Nella seconda tappa il finnico della Mitsubishi si ritrova da solo al comando in quanto Auriol deve ritirarsi ancora, causa un problema al propulsore della sua Corolla, e McRae rompe una sospensione perdendo molto tempo in quanto costretto a percorrere due speciali prima di raggiungere l'assistenza. Tommi Makinen salirà dunque ancora una volta sul gradino più alto del podio in questo rally (questa è infatti la sua terza affermazione consecutiva) mentre l'ultima tappa vedrà una grande battaglia tra Sainz e Kankkunen per la seconda posizione, vinta dallo spagnolo per soli 7 decimi. Richard Burns concluderà quarto davanti alle Subaru di McRae, che conquista il quinto tempo a suon di tempi record, e Liatti.
La classica piloti dopo il settimo rally in calendario vedrà quindi primo Sainz con due punti di vantaggio su McRae e quattro su Makinen. Dietro di loro un po' più staccati Burns, Kankkunen ed Auriol.

### Rally di Grecia (06-09/06/1998)
La lotta fra questi tre piloti per il titolo proseguirà nel cosiddetto Safari europeo, cioè il rally di Grecia, dove il campione della Mitsubishi conta di recuperare i punti di scarto
Makinen però sarà costretto a fermarsi già dopo i primi quattro chilometri a causa di un problema elettrico, terminando la prima speciale al novantasettesimo posto e non concludendo quella successiva. Poco dopo si ritira ancora una volta anche Bruno Thiry (che era al comando della corsa) a causa di un problema al motore. Al termine della prima tappa Burns si trova così in prima posizione insidiato da McRae. Il portacolori della Mitsubishi però perde terreno nella seconda tappa e viene rimpiazzato al comando da Auriol, che precede a sua volta il pilota scozzese; dietro di loro comincia un'altra battaglia tra Sainz e Kankkunen. Nella terza tappa Auriol sembra amministrare bene il vantaggio ma un piccolo inconveniente elettrico lo costringerà ad accontentarsi del secondo posto dietro Colin McRae, dopo aver perso quaranta secondi. Kankkunen terminerà terzo davanti a Sainz, Loix e uno staccatissimo Liatti. Il rally sarà da dimenticare per la Mitsubishi in quanto anche Burns si ritirerà dopo aver piegato una sospensione.

### Rally della Nuova Zelanda (24-27/07/1998)
Dopo la gara greca, il campionato prevede il Rally di Nuova Zelanda, che si apre con la spettacolare super speciale di Manukau. Nelle strade sterrate neozelandesi la Corolla Wrc si dimostra a proprio agio, tanto è vero che, al termine della prima tappa, il solo McRae sembra riuscire a poter insidiare Sainz ed Auriol. Fuori dai giochi nuovamente Bruno Thiry, questa volta a causa di un ribaltamento. Nella seconda tappa alcune speciali vengono cancellate per via della forte pioggia ed il pilota scozzese perde definitivamente terreno a causa di una toccata che gli danneggia lo sterzo, facendosi scavalcare anche da Burns. La vittoria quindi è quindi una questione fra i piloti Toyota, con Auriol che si porta al comando con un discreto vantaggio sul madrileno. Il pilota francese però, nella prima speciale della terza tappa, compie un testacoda che gli farà perdere circa un minuto, lasciando la prima posizione a Sainz per soli dieci secondi. Vista l'assenza di ordini di squadra, i due piloti della Corolla ingaggiano un bel duello tra di loro per tutte le restanti speciali, vinto dallo spagnolo per soli quattro secondi. Approfittando del cappottamento di Burns (che perde circa un quarto d'ora) e della gomma bucata da McRae (poi quinto al traguardo), a completare il podio sarà Makinen, che precede Kankkunen e le due Subaru.

### Rally di Finlandia (20-23/08/1998)
Il decimo rally in calendario è quello di Finlandia, gara di casa per Kankkunen e Makinen. In questa gara la SEAT, che praticamente ha in mano per la terza volta di fila il titolo F2 grazie alle prestazioni della Ibiza, decide di far debuttare la Cordoba WRC in preparazione al 1999 dove anche la casa spagnola entrerà nella massima categoria; la nuova vettura giungerà undicesima con Harri Rovampera e si ritirerà per incidente con Oriol Gomez. Per quanto riguarda le altre WRC, vista l'abilità dei piloti finlandesi in questa gara, la Subaru sceglie Jarmo Kytölehto come seconda guida, al posto di Liatti. Il nuovo pilota finlandese però esce di strada perdendo molto tempo già nella seconda speciale, mentre il compagno di colori McRae si ritira dopo aver piegato una sospensione. Dopo la prima tappa ben tre piloti finlandesi si trovano ai primi quattro posti, con Makinen che conduce davanti a Sainz, Kankkunen e alla Corolla Wrc di Marcus Grönholm. Nella seconda tappa Tommi Makinen incrementa il vantaggio su Sainz mentre Gronholm sarà costretto ad alzare bandiera bianca in seguito ad un'uscita di strada, lasciando il quarto posto ad Auriol. La classifica non cambia sino alla fine del rally e così Makinen vince il suo quinto rally di Finlandia consecutivo, mentre il suo compagno di colori terminerà dietro al pilota francese della Toyota. Ottima gara per Thomas Rådström, che riesce finalmente a guadagnare il primo punto dell'anno. Gara da dimenticare invece per Bruno Thiry, mai sui tempi dei migliori e vittima anche di un'uscita di strada, che arriverà decimo.

### Rally d'Italia (11-14/10/1998)
Al successivo rally d'Italia, Sainz si presenta così con nove punti di vantaggio su McRae e Makinen. È proprio il campione del mondo il carica a prendere il comando delle operazioni sugli asfalti di San Remo, dopo aver scavalcato il pilota di casa Liatti, nella seconda speciale. Parte male invece Colin McRae che con una toccata rovina la ruota anteriore sinistra ed è subito costretto ad inseguire. Nella seconda tappa Auriol taglia troppo una curva trovando un grosso sasso che gli danneggia irrimediabilmente il motore, con lui si ritira anche Kankkunen dopo uno spaventoso incidente. McRae è protagonista di un'incredibile rimonta che gli farà guadagnare la terza posizione davanti al rivale al titolo spagnolo. Sainz nella tappa conclusiva ingaggerà l'ennesimo duello dell'annata per riprendersi la posizione, ma lo scozzese la spunterà per poco più di un secondo. Davanti a loro Liatti non riesce a riprendere Makinen, che vince il primo rally di San Remo per la Mitsubishi. Ancora una volta una F2 arriva nei primi sei in un rally d'asfalto, con Gilles Panizzi che conclude quinto davanti a Bruno Thiry e Richard Burns, attardato da problemi elettrici. Male la SEAT Cordoba Wrc al primo rally su asfalto: Rovampera esce di strada nella terza speciale, mentre il compagno Marc Duez non fa meglio di un sedicesimo posto.

### Rally d'Australia (05-08/11/1998)
La gara successiva in Australia, penultima della stagione, sembra inizialmente mettersi bene per Sainz per la lotta al titolo: Makinen e McRae infatti accusando problemi tecnici di varia natura nella prima tappa, dove Richard Burns distanzia gli inseguitori di un minuto. Finisce subito l'ultima gara in Subaru per Liatti, che danneggia irrimediabilmente la sua Impreza schiantandosi contro un albero. Nella seconda giornata Burns si cappotta perdendo terreno, mentre con l'altra Mitsubishi, la coppia Makinen - Mannisenmäki risolve i problemi tecnici e fa segnare il tempo record su ben sei speciali, ritrovandosi presto in seconda posizione dietro a Sainz. Con due contendenti al titolo così vicini, la terza tappa sarà piena di tensioni, alimentate inoltre dalla penalizzazione di Makinen per falsa partenza, che gli costa inizialmente un minuto. Il pilota finlandese protesta poi affermando che il cronometro era già partito quando il semaforo era ancora rosso ed i commissari alla fine gli danno ragione, tra mille polemiche. L'ultima giornata vedrà aggiungersi alla lotta per la vittoria anche Auriol ed il terzo candidato al titolo McRae, con un'altra sensazionale rimonta. Il motore della Impreza avrà però un piccolo problema al turbo ed il pilota scozzese dovrà accontentarsi di una misera quarta posizione, mandando letteralmente in fumo un possibile primo posto e le sue speranze iridate. È Makinen quindi a vincere il rally precedendo Sainz ed Auriol, e portandosi a due punti di vantaggio sul pilota madrileno in classifica. Poco da dire per gli altri: Burns si ritirerà consegnando il quinto posto a Kankkunen, con Loix a completare la zona punti e Thiry subito dietro. Nessuna SEAT arriverà al traguardo.

### Rally di Gran Bretagna (21-24/11/1998)
L'ultimo rally in calendario, in Gran Bretagna, è quindi decisivo e le polemiche australiane sono quasi del tutto dimenticate. Tutti si aspettano un duello entusiasmante tra Makinen e Sainz, ma non sarà così.
Il finlandese della Mitsubishi infatti scivola, nella sesta speciale, sull'olio perso da un'auto storica in una gara di contorno al rally, distrugge una ruota ed è costretto alla resa.
Carlos Sainz dunque amministra e lascia Richard Burns e Colin McRae combattere per la vittoria.
A trecento metri dall'arrivo la Corolla WRC dello spagnolo si ferma con il motore rotto, mandando letteralmente in fumo, tra lo stupore generale, il titolo che pareva già in tasca al madrileno. A nulla servono i tentativi dei due di farla ripartire, Sainz capisce l'accaduto e quasi rifiuta di crederci mentre Moya è una furia e lancerà persino il casco contro il lunotto della Corolla.
Il titolo quindi va per la terza volta di fila a Tommi Makinen (a cui la notizia gli arriva via telefono durante un'intervista TV), mentre il rally di Gran Bretagna viene vinto da Richard Burns, dopo che Mcrae è costretto a fermarsi col motore rotto. Questo permette alla Mitsubishi di ottenere il suo primo (e finora unico) titolo costruttori.
.

## Eventi e risultati
|                |                  |                     |                          |
| Nero = Asfalto | Marrone = Ghiaia | Blu = Neve/Ghiaccio | Rosso = Superficie mista |

| Nome Rally                                          | Data inizio-fine    | Podio piloti (Tempo finale)                                                                      | Podio auto                                                             |
| --------------------------------------------------- | ------------------- | ------------------------------------------------------------------------------------------------ | ---------------------------------------------------------------------- |
| 66ème Rallye Automobile de Monte-Carlo              | 19-21 gennaio       | 1. Carlos Sainz (4h:28m:00.5s) 2. Juha Kankkunen (4h:28m:41.3s) 3. Colin McRae (4h:29m:01.5s)    | 1. Toyota Corolla WRC 2. Ford Escort WRC 3. Subaru Impreza WRC         |
| 47th International Swedish Rally                    | 6-8 febbraio        | 1. Tommi Mäkinen (3h:32m:51.6s) 2. Carlos Sainz (3h:33m:43.2s) 3. Juha Kankkunen (3h:33m:50.4s)  | 1. Mitsubishi Lancer Evo 4 2. Toyota Corolla WRC 3. Ford Escort WRC    |
| 46th Safari Rally Kenya                             | 28 febbraio-2 marzo | 1. Richard Burns (8h:57m:34s) 2. Juha Kankkunen (9h:07m:01s) 3. Ari Vatanen (9h:07m:26s)         | 1. Mitsubishi Carisma GT Evo 4 2. Ford Escort WRC 3. Ford Escort WRC   |
| 32º TAP Rallye de Portugal                          | 22-25 marzo         | 1. Colin McRae (4h:20m:58.1s) 2. Carlos Sainz (4h:21m:00.2s) 3. Freddy Loix (4h:21m:43.9s)       | 1. Subaru Impreza WRC 2. Toyota Corolla WRC 3. Toyota Corolla WRC      |
| 34º Rallye Catalunya-Costa Brava (Rallye de España) | 20-22 aprile        | 1. Didier Auriol (4h:18m:36.9s) 2. Freddy Loix (4h:19m:30.3s) 3. Tommi Mäkinen (4h:19m:46.3s)    | 1. Toyota Corolla WRC 2. Toyota Corolla WRC 3. Mitsubishi Lancer Evo 5 |
| 42ème Tour de Corse - Rallye de FRA                 | 4-6 maggio          | 1. Colin McRae (4h:02m:46.9s) 2. François Delecour (4h:03m:14.1s) 3. Piero Liatti (4h:03m:16.9s) | 1. Subaru Impreza WRC 2. Peugeot 306 Maxi 3. Subaru Impreza WRC        |
| 18º Rally Argentina                                 | 20-23 maggio        | 1. Tommi Mäkinen (4h:22m:07.4s) 2. Carlos Sainz (4h:22m:34.2s) 3. Juha Kankkunen (4h:22m:34.9s)  | 1. Mitsubishi Lancer Evo 5 2. Toyota Corolla WRC 3. Ford Escort WRC    |
| 45th Acropolis Rally of Greece                      | 7-9 giugno          | 1. Colin McRae (4h:26m:31.6s) 2. Didier Auriol (4h:26m:51.6s) 3. Juha Kankkunen (4h:27m:15.9s)   | 1. Subaru Impreza WRC 2. Toyota Corolla WRC 3. Ford Escort WRC         |
| 28th Rally New Zealand                              | 24-27 luglio        | 1. Carlos Sainz (3h:54m:57.1s) 2. Didier Auriol (3h:55m:01.2s) 3. Tommi Mäkinen (3h:56m:40.8s)   | 1. Toyota Corolla WRC 2. Toyota Corolla WRC 3. Mitsubishi Lancer Evo 5 |
| 48th Neste Rally FIN                                | 21-23 agosto        | 1. Tommi Mäkinen (3h:16m:56.1s) 2. Carlos Sainz (3h:17m:31.7s) 3. Juha Kankkunen (3h:17m:41.3s)  | 1. Mitsubishi Lancer Evo 5 2. Toyota Corolla WRC 3. Ford Escort WRC    |
| 40º Rallye Sanremo - Rallye d'Italia                | 12-14 ottobre       | 1. Tommi Mäkinen (4h:34m:34.5s) 2. Piero Liatti (4h:34m:50.3s) 3. Colin McRae (4h:36m:04.7s)     | 1. Mitsubishi Lancer Evo 5 2. Subaru Impreza WRC 3. Subaru Impreza WRC |
| 11th API Rally Australia                            | 5-8 novembre        | 1. Tommi Mäkinen (3h:52m:48.7s) 2. Carlos Sainz (3h:53m:05.2s) 3. Didier Auriol (3h:53m:13.7s)   | 1. Mitsubishi Lancer Evo 5 2. Toyota Corolla WRC 3. Toyota Corolla WRC |
| 54th Network Q Rally of Great Britain               | 22-24 novembre      | 1. Richard Burns (3h:50m:30.6s) 2. Juha Kankkunen (3h:54m:17.1s) 3. Bruno Thiry (3h:55m:58.1s)   | 1. Mitsubishi Carisma GT Evo 5 2. Ford Escort WRC 3. Ford Escort WRC   |

## Classifiche
| Pos. | Squadra    | Monaco (bandiera) | Svezia (bandiera) | Kenya (bandiera) | Portogallo (bandiera) | Spagna (bandiera) | Francia (bandiera) | Argentina (bandiera) | Grecia (bandiera) | Nuova Zelanda (bandiera) | Finlandia (bandiera) | Italia (bandiera) | Australia (bandiera) | Regno Unito (bandiera) | Totale |
| ---- | ---------- | ----------------- | ----------------- | ---------------- | --------------------- | ----------------- | ------------------ | -------------------- | ----------------- | ------------------------ | -------------------- | ----------------- | -------------------- | ---------------------- | ------ |
| 1    | Mitsubishi | 2                 | 10                | 10               | 3                     | 7                 | -                  | 13                   | -                 | 4                        | 12                   | 10                | 10                   | 10                     | 91     |
| 2    | Toyota     | 10                | 6                 | 3                | 6                     | 6                 | 1                  | 6                    | 9                 | 16                       | 9                    | 3                 | 10                   | -                      | 85     |
| 3    | Subaru     | 7                 | 3                 | -                | 11                    | -                 | 14                 | 3                    | 11                | 3                        | -                    | 10                | 3                    | -                      | 65     |
| 4    | Ford       | 7                 | 4                 | 10               | 2                     | -                 | 2                  | 4                    | 4                 | 3                        | 4                    | 1                 | 2                    | 10                     | 53     |
| 5    | SEAT       | -                 | -                 | -                | -                     | -                 | -                  | -                    | -                 | -                        | -                    | -                 | -                    | 1                      | 1      |

| Pos. | Pilota               | Monaco (bandiera) | Svezia (bandiera) | Kenya (bandiera) | Portogallo (bandiera) | Spagna (bandiera) | Francia (bandiera) | Argentina (bandiera) | Grecia (bandiera) | Nuova Zelanda (bandiera) | Finlandia (bandiera) | Italia (bandiera) | Australia (bandiera) | Regno Unito (bandiera) | Totale |
| ---- | -------------------- | ----------------- | ----------------- | ---------------- | --------------------- | ----------------- | ------------------ | -------------------- | ----------------- | ------------------------ | -------------------- | ----------------- | -------------------- | ---------------------- | ------ |
| 1    | Tommi Mäkinen        | -                 | 10                | -                | -                     | 4                 | -                  | 10                   | -                 | 4                        | 10                   | 10                | 10                   | -                      | 58     |
| 2    | Carlos Sainz         | 10                | 6                 | -                | 6                     | -                 | -                  | 6                    | 3                 | 10                       | 6                    | 3                 | 6                    | -                      | 56     |
| 3    | Colin McRae          | 4                 | -                 | -                | 10                    | -                 | 10                 | 2                    | 10                | 2                        | -                    | 4                 | 3                    | -                      | 45     |
| 4    | Juha Kankkunen       | 6                 | 4                 | 6                | -                     | -                 | -                  | 4                    | 4                 | 3                        | 4                    | -                 | 2                    | 6                      | 39     |
| 5    | Didier Auriol        | -                 | 1                 | 3                | -                     | 10                | 1                  | -                    | 6                 | 6                        | 3                    | -                 | 4                    | -                      | 34     |
| 6    | Richard Burns        | 2                 | -                 | 10               | 3                     | 3                 | -                  | 3                    | -                 | -                        | 2                    | -                 | -                    | 10                     | 33     |
| 7    | Piero Liatti         | 3                 | -                 | -                | 1                     | -                 | 4                  | 1                    | 1                 | 1                        | -                    | 6                 | -                    | -                      | 17     |
| 8    | Freddy Loix          | -                 | -                 | -                | 4                     | 6                 | -                  | -                    | 2                 | -                        | -                    | -                 | 1                    | -                      | 13     |
| 9    | Bruno Thiry          | 1                 | -                 | -                | -                     | -                 | 2                  | -                    | -                 | -                        | -                    | 1                 | -                    | 4                      | 8      |
| 10   | François Delecour    | -                 | -                 | -                | -                     | -                 | 6                  | -                    | -                 | -                        | -                    | -                 | -                    | -                      | 6      |
| 11   | Ari Vatanen          | -                 | -                 | 4                | 2                     | -                 | -                  | -                    | -                 | -                        | -                    | -                 | -                    | -                      | 6      |
| 12   | Gilles Panizzi       | -                 | -                 | -                | -                     | 1                 | 3                  | -                    | -                 | -                        | -                    | 2                 | -                    | -                      | 6      |
| 13=  | Kenneth Eriksson     | -                 | 3                 | -                | -                     | -                 | -                  | -                    | -                 | -                        | -                    | -                 | -                    | -                      | 3      |
| 13=  | Grégoire de Mevius   | -                 | -                 | -                | -                     | -                 | -                  | -                    | -                 | -                        | -                    | -                 | -                    | 3                      | 3      |
| 15   | Harri Rovanperä      | -                 | -                 | 2                | -                     | -                 | -                  | -                    | -                 | -                        | -                    | -                 | -                    | 1                      | 3      |
| 16=  | Marcus Grönholm      | -                 | 2                 | -                | -                     | -                 | -                  | -                    | -                 | -                        | -                    | -                 | -                    | -                      | 2      |
| 16=  | Philippe Bugalski    | -                 | -                 | -                | -                     | 2                 | -                  | -                    | -                 | -                        | -                    | -                 | -                    | -                      | 2      |
| 16=  | Sebastian Lindholm   | -                 | -                 | -                | -                     | -                 | -                  | -                    | -                 | -                        | -                    | -                 | -                    | 2                      | 2      |
| 19=  | Raimund Baumschlager | -                 | -                 | 1                | -                     | -                 | -                  | -                    | -                 | -                        | -                    | -                 | -                    | -                      | 1      |
| 19=  | Thomas Rådström      | -                 | -                 | -                | -                     | -                 | -                  | -                    | -                 | -                        | 1                    | -                 | -                    | -                      | 1      |